# Gelat fregit
El gelat fregit són unes postres que se solen elaborar prenent una bola de gelat a temperatura molt inferior a l'habitual, cobertes d'ou cru, cobrint amb flocs de blat de moro o galetes triturades i fregint lleugerament. La baixa temperatura del gelat evita que és aquest fongui mentre es fregeix. Es pot empolvorar amb canyella molta o sucre glas, si bé també pot presentar cobert de crema batuda o mel.
A causa de la baixa temperatura del gelat, l'ou que s'aplica no es cou apropiadament durant el procés de fregit. Si no es prenen les degudes precaucions, hi ha risc d'intoxicació per salmonel·la.
Popular als restaurants dels Estats Units, ha variants mexicanes i asiàtiques; és popular com a postres en diversos restaurants xinesos i japonesos dels Estats Units i a altres països com Austràlia. En els restaurants aisàtics, sol usar-se un arrebossat de tempura en comptes de flocs de blat de moro o galetes, com als mexicans.

## Origen
Hi ha relats contradictoris sobre el seu origen. Alguns afirmen que es va servir per primera vegada durant l'Exposició Universal de Chicago de 1893, on també es va inventar el sundae de gelat. Tot i que el 1894, una empresa de Filadèlfia va rebre crèdit per la invenció. Una tercera teoria situa l'origen a partir de la dècada de 1960, i proposa que el gelat fregit va ser inventat pels restaurants de tempura japonesos.
Als Estats Units, el gelat fregit s'ha associat amb la cuina asiàtica, apareixent a les ressenyes de restaurants xinesos, japonesos i polinesis a la secció "Dining Out" del New York Times als anys setanta. També es va associar amb la cuina mexicana, en gran part perquè la cadena nacional Chi-Chi's va adoptar el gelat fregit fet amb tortillas i canyella com a "postre d'autor" quan va obrir a principis dels anys huitanta.
A Austràlia, el gelat fregit està fortament associat a la cuina asiàtica i especialment a la cuina xinesa-australiana. Sovint se serveix amb salsa de caramel.